# 지퍼

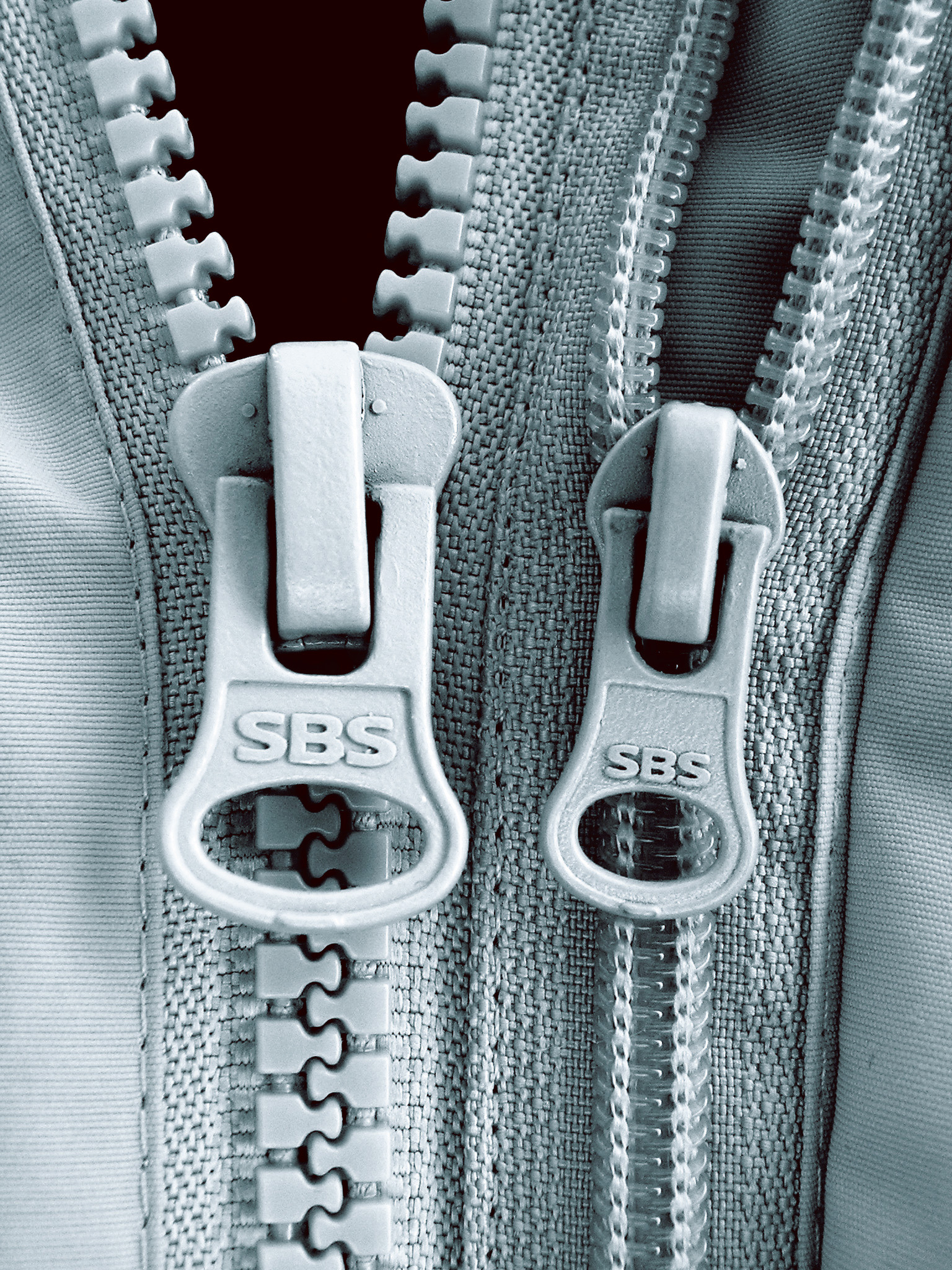
지퍼의 모습.

지퍼(Zipper)는 서로 이가 맞는 금속, 플라스틱 등의 조각을 헝겊 테이프에 옮겨 그 두 줄을 쇠고리로 밀고 당겨 여닫을 수 있도록 만든 물건이다. 또한 지퍼는 1891년 미합중국의 휘트컴 저드슨에 의해 처음으로 개발되었으며, 1913년 스웨덴의 기드온 선드백이 처음으로 실용적인 지퍼를 발명하였다.

## 역사
1851년, 일라이어스 하우는 "자동의, 계속되는 옷 덮개"(Automatic, Continuous Clothing Closure)에 대한 특허를 받았다. 그는 이를 진지하게 마케팅할 시도는 하지 않았다.
42년 후인 1893년 휘트컴 저드슨은 "Clasp Locker"를 마케팅했다.

## 미국 특허

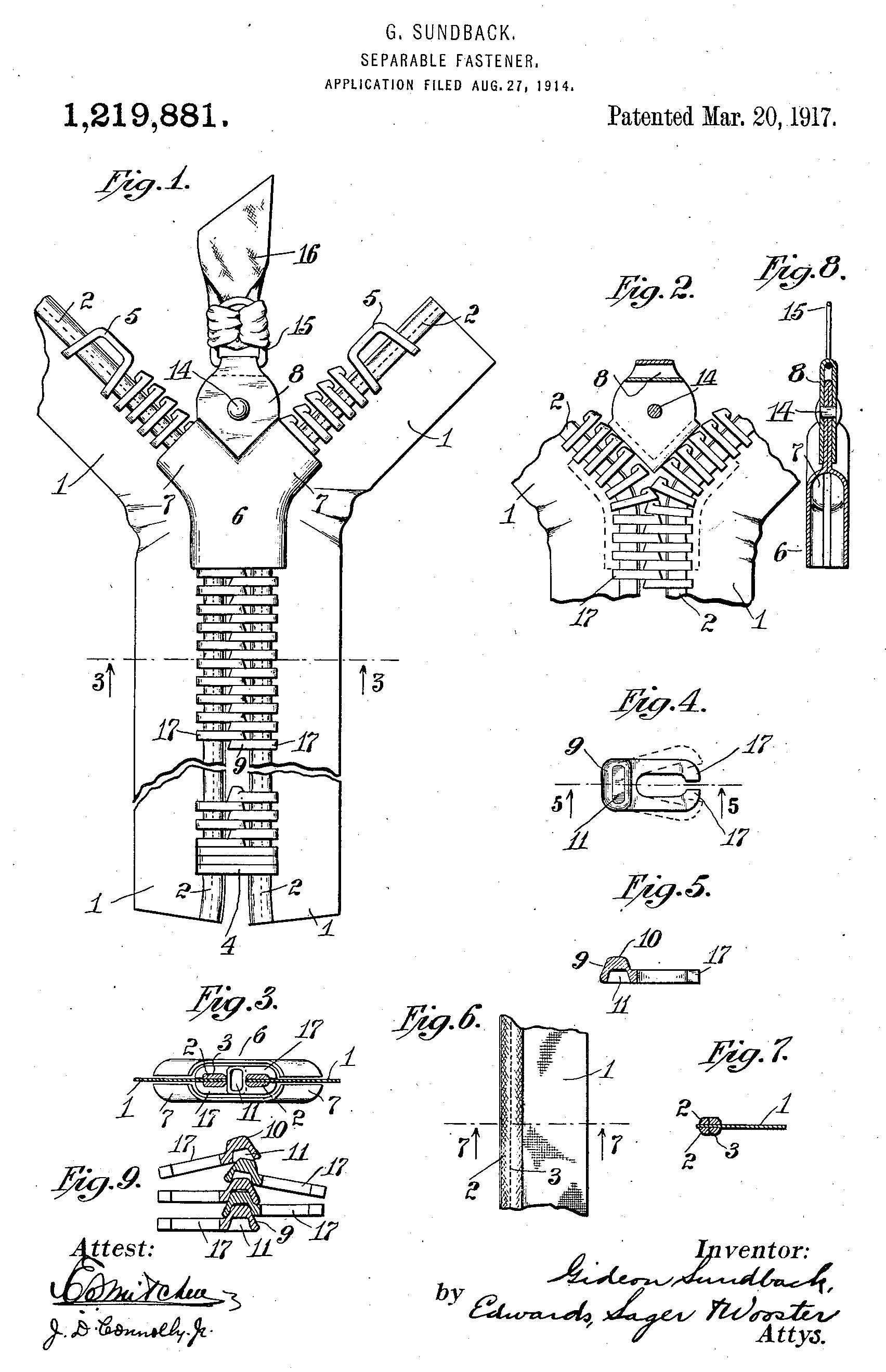
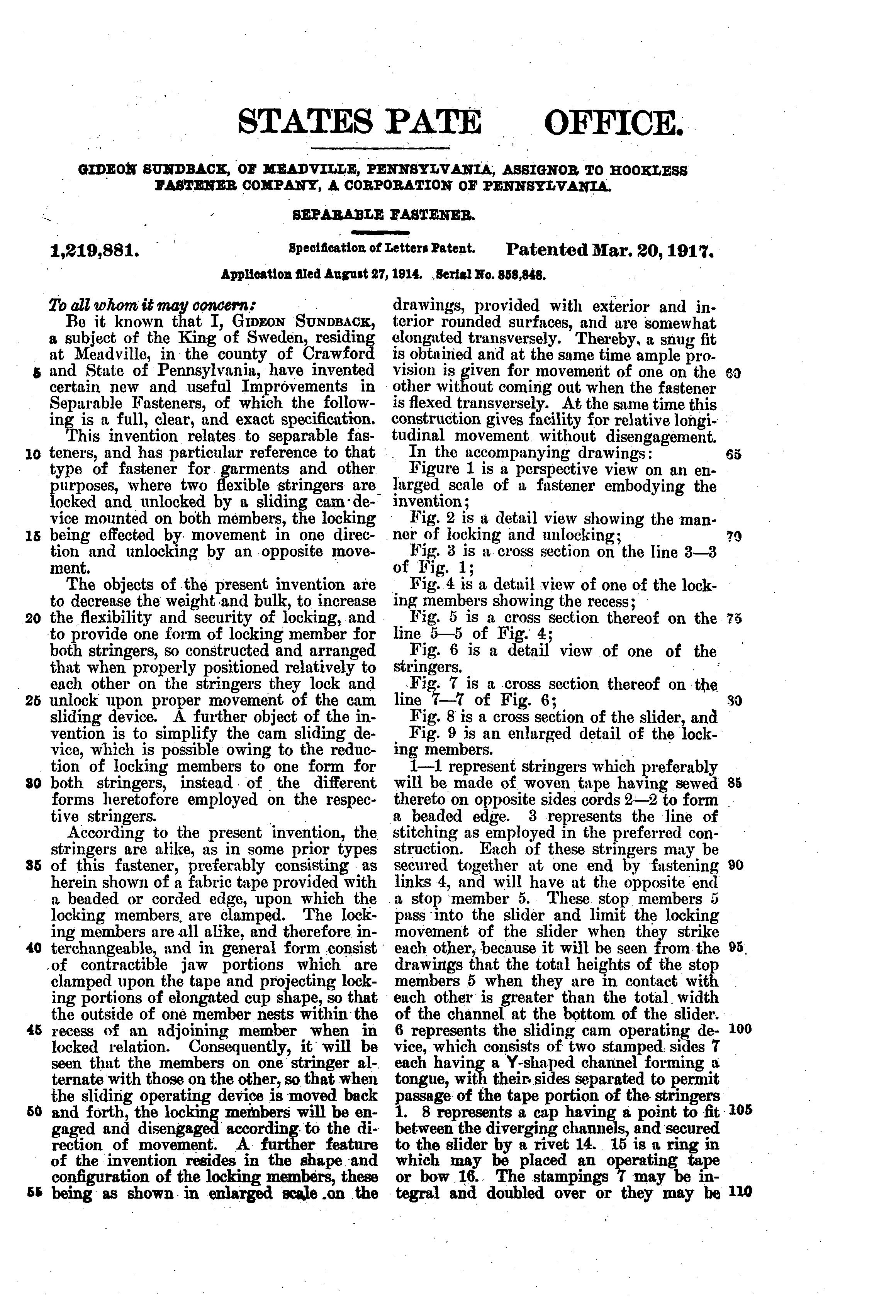
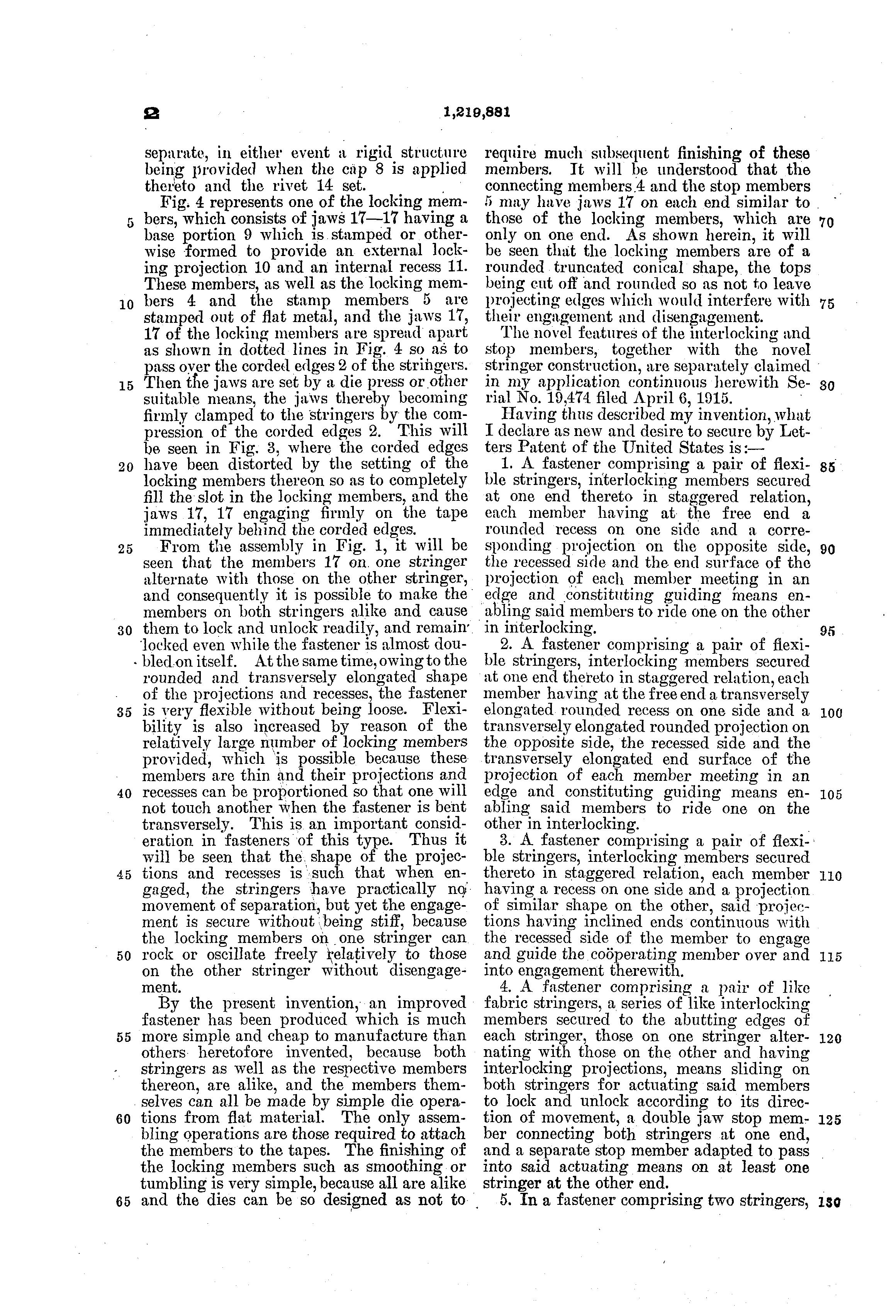
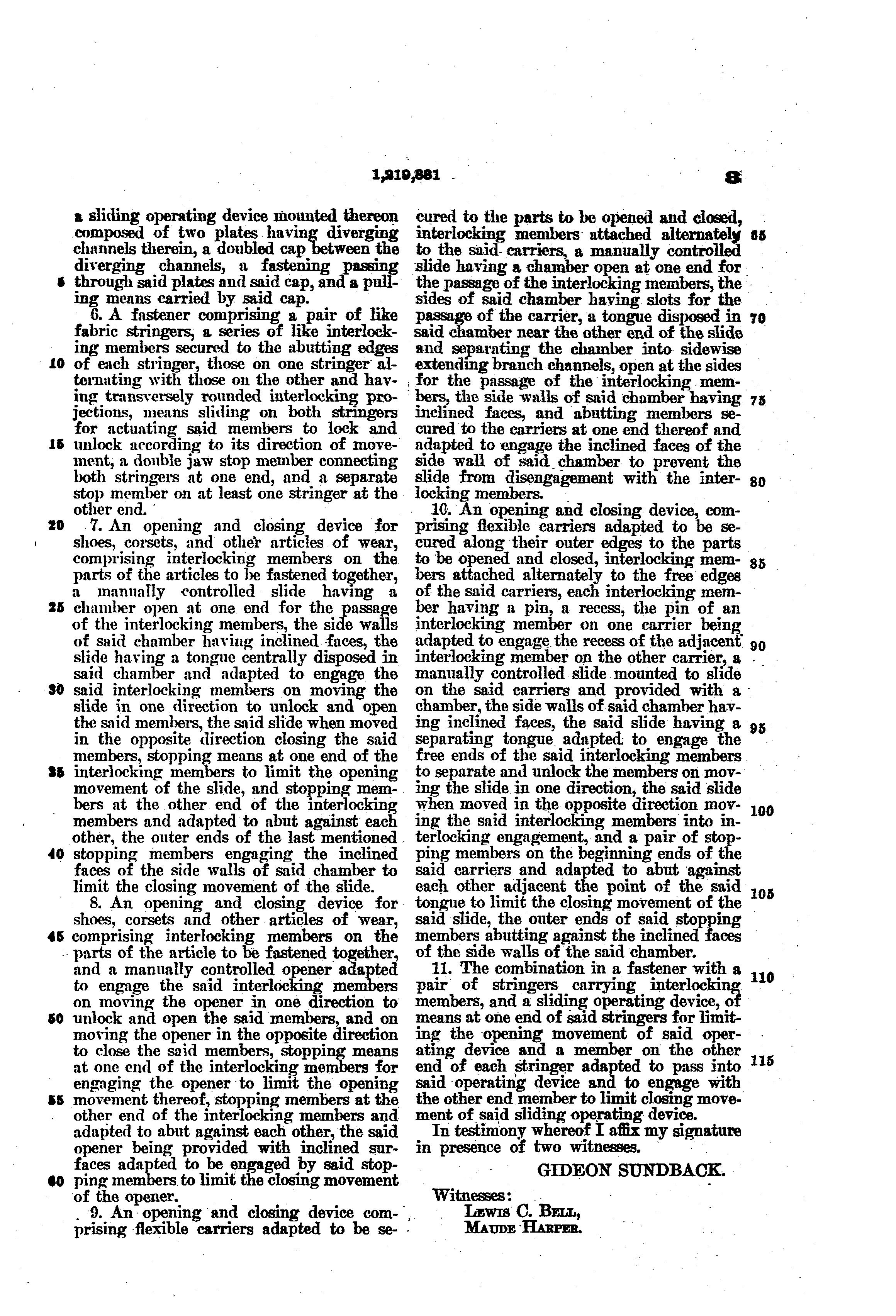
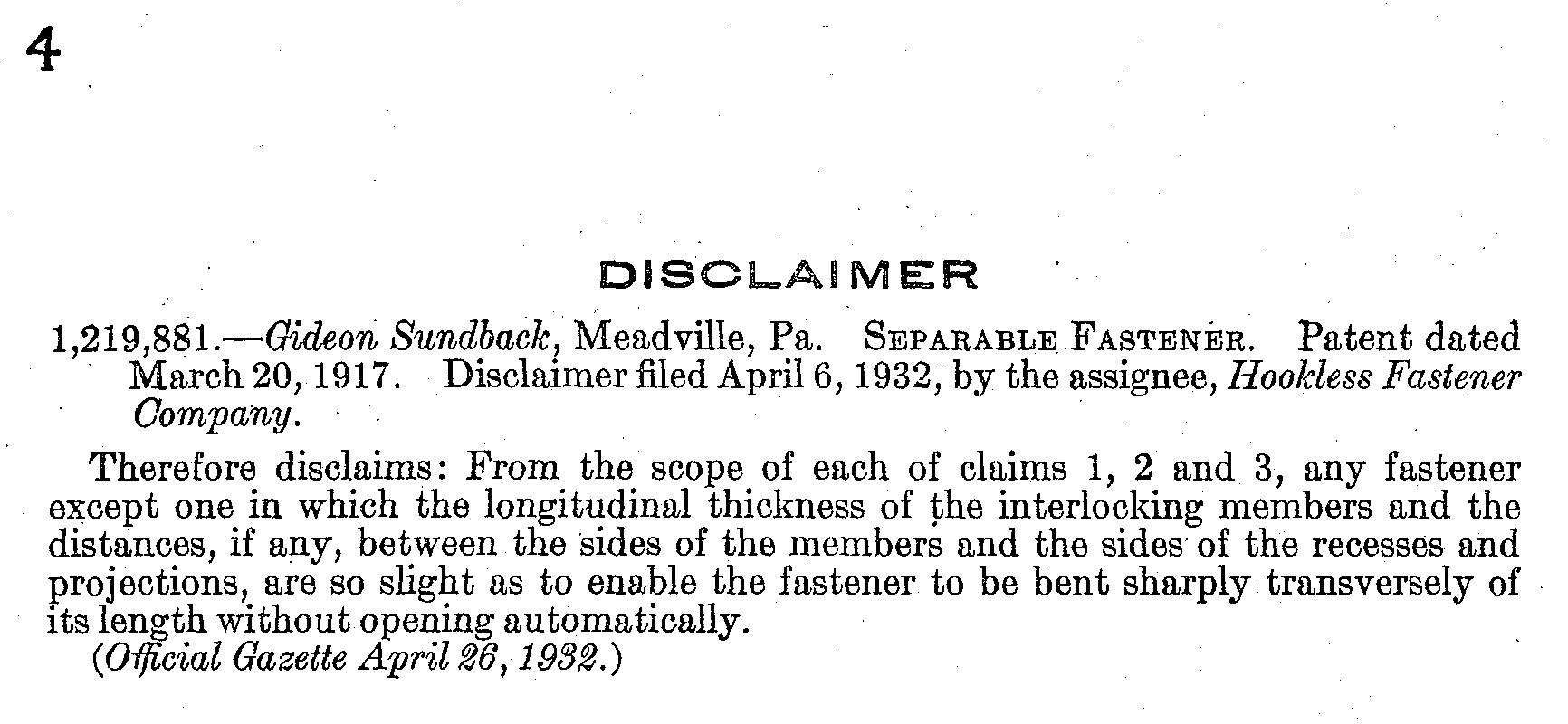

- 1851년 11월 25일 미국 특허 8,540 : "Improvement in Fastening for Garments"
- 1893년 8월 29일 미국 특허 504,037 : "Shoe fastening"
- 1893년 8월 29일 미국 특허 504,038 : "Clasp Locker or Unlocker for Shoes"[2]
- 1896년 3월 31일 미국 특허 557,207 : "Fastening for Shoes"
- 1896년 3월 31일 미국 특허 557,208 : "Clasp-Locker for Shoes"
- 1913년 4월 29일 미국 특허 1,060,378 : "Separable fastener" (Gideon Sundback)
- 1917년 3월 20일 미국 특허 1,219,881 : "Separable fastener" (Gideon Sundback)
- 1936년 12월 22일 미국 특허 2,065,250 : "Slider"

## 같이 보기
- 지퍼백